# 乙二胺四乙酸
乙二胺四乙酸（英語：Ethylenediaminetetraacetic acid），也稱為乙二胺四醋酸、乙底酸（大陆：依地酸），结构简式为{\displaystyle {\ce {(HOOCCH2)2NCH2CH2N(CH2COOH)2}}}，常缩写为EDTA，是一种有机化合物。它是一個六齿配體，可以螯著多種金屬離子。它的4個羧基氧和2個胺基氮都可作為配位原子，與錳（II）、銅（II）、鐵（III）及鈷（II）等金屬離子組成螯合物。

## 名稱問題
化學家曾經用多種不同的字來形容EDTA，例如將配體本身叫做EDTA4−，而它的共軛酸叫做H4EDTA。

## 配合物

EDTA和金屬的螯合物

EDTA 和其他化合物如H2IDA（亞胺基二乙酸）和H3NTA（氨三乙酸）等屬於同類的螯合物，這些配體都是由一種叫做甘氨酸的氨基酸製成的。EDTA类的螯合物都極易溶於水。這些配體都为三或四齿配体，而合成出來的螯合物都是光學異構物。

## 合成
1935年，費迪南德·明茨使用乙二胺和氯乙酸來首次製備合成。現今合成 EDTA主要用乙二胺與甲醛及氰化鈉合成。
{\displaystyle {\ce {H2NCH2CH2NH2 + 4 HCHO + 4 NaCN + 4 H2O -> EDTA-2Na}}}
{\displaystyle {\ce {EDTA-2Na + 4 HCl -> EDTA + 4 NaCl}}}

## 用途
在1999年，歐洲EDTA年消耗量為35,000噸，在美國為50,000噸，它一般以「EDTA-2Na」的形式应用。「EDTA-2Na」的中文化學名為「乙二胺四乙酸二鈉」，有工業用及食用兩類，兩者化學成分相同，但濃度及容许杂质上有所区別。EDTA-2Na 用途非常廣泛，它是抗氧化劑之一，具有螯合金屬離子的特質，意思是，就像螃蟹的螯夾住金屬離子，因此經常運用在工業上，像用來清理鍋爐，有時也用來治療汞中毒，可作為食品、工業與醫療用途。

## 檢測和分析方法
最靈敏檢測生物樣品中的EDTA的方法，是使用毛細管電泳質譜分析（簡稱SRM-CE/MS）。此方法在人的血漿中偵測極限為7.3 ng/mL ，最低定量濃度則為15 ng/mL。此種方法適用於樣品量小於7-8 nL。

## 環境問題
EDTA不能在污水處理中分解，不過在控制著pH值的情況下，EDTA經長時間後就可幾乎完全反應，屆時要將其他微生物抽離，來讓EDTA完成結合過程。
在水中，太多或太少的螯合物都會影響浮游生物和藻類的數量增減。
EDTA對細菌來說是有毒的，在哺乳類動物的糞便中會破壞生物的細胞膜。

## 其他事項
- 麥當勞的食物曾經被化驗到乙烯二胺四醋酸二鈉鈣，一EDTA的鈣鈉鹽[11]。
- 漢堡王（Burger King）在台灣的連鎖店附送的沙拉醬，包裝標示含有「乙烯二胺四醋酸二鈉鈣」。[來源請求]
- 2013年臺灣查獲臺南「立光農工業公司」(目前已改名為永詠股份有限公司，又再改名為品誼股份有限公司) 把工業用的乙二胺四乙酸二鈉（EDTA-2Na），配成原料複方，價格只有食用級原料的1/3，再以通常價格賣給統一以及愛之味等大企業，製作成寒天、豆花、布丁等相關產品。[12]
- EDTA 螯合物的英文字全寫「Ethylenediaminetetraacetate」是北美版Scrabble 遊戲之中最長的英文字。
- 在電影《幽靈刺客》和《幽靈刺客II》之中，劇中主角以EDTA作為對付吸血鬼的武器。

## 外部連結
- pH-Spectrum of EDTA complexes（页面存档备份，存于）
- EDTA: Molecule of the Month（页面存档备份，存于）
- https://web.archive.org/web/20061029103725/http://www.chem.utk.edu/~chem319/Experiments/Exp6.pdf